# André Amellér
André Amellér est un compositeur, contrebassiste et chef d'orchestre français né le 2 janvier 1912 à Arnaville et mort le 14 mai 1990.

## Biographie
Au Conservatoire national supérieur de musique de Paris, il obtient, entre 22 et 34 ans, ses prix de contrebasse, direction d'orchestre, harmonie, fugue, contrepoint, composition musicale et histoire de la musique.
Il est contrebassiste à l'Opéra de Paris de 1937 à 1953 (à l'exception de la période de guerre où il est prisonnier en Allemagne), puis il dirige le conservatoire national de région de Dijon de 1953 à 1981.
Son catalogue comporte près de 400 œuvres.

### Formation et premières expériences musicales
André Amellér naît le 2 janvier 1912 à Arnaville, en Meurthe-et-Moselle dans une famille de musiciens amateurs. Il réside à Chelles en Seine-et-Marne durant presque toute sa jeunesse. Dès son plus jeune âge, André Amellér étudie le violon. 
Ses parents font partie de La gaîté, une association de Chelles qui produit des spectacles de variété et des opérettes. En famille, tous pratiquent la musique ou le chant. C'est à l'âge de sept ans qu'il monte pour la première fois sur scène pour accompagner au violon sa mère qui chante. Cependant, les difficultés de la vie obligent ses parents à le placer comme apprenti sertisseur. Il ne peut tenir en place à son âge et son patron l'envoie souvent en course chez les diamantaires de Paris. Il découvre les colonnes Morris couvertes des affiches de concerts et il rêve un jour d'entrer et de jouer aux Concerts Lamoureux, aux Concerts Pasdeloup.
Il continue à jouer du violon pour des bals ou des fêtes de village avec son père au piano, puis à la batterie avec le règne de l'accordéon. Un contrebassiste avait eu un accident et avait laissé son instrument au domicile d'André. Celui-ci s'amuse à le toucher et c'est son père a alors l'idée de lui proposer d'apprendre la contrebasse. Grâce à Gaston Logerot, brillant Premier Prix chez Édouard Nanny au Conservatoire de musique et de déclamation, il décide de poursuivre dans la voie musicale. Mineur, son père l'autorise à s'engager en janvier 1930 et il entre au 24e Régiment d’Infanterie, caserne de Latour-Maubourg dans les Invalides. Il rejoint la Musique du Régiment pour deux années.
En octobre 1931, il se présente au Conservatoire de musique et de déclamation à Paris et il est reçu chez Édouard Nanny avec lequel il travaille durant trois années. En 1932, tout en étant soldat, il rentre aux Concerts Poulet pour un an et puis chez Pasdeloup quelques années. Il commence donc le métier de contrebassiste et fait « du métier ».
Grâce au cachet du tournage comme soldat figurant du film Les croix de Bois, il peut s'acheter sa première contrebasse.
Il poursuit ses études au Conservatoire, fait des remplacements, des cachets. En 1934, il obtient le Premier Prix au Conservatoire de Paris, premier nommé, obtenant également ainsi le Prix François Nicodami dévolu cette année-là à la contrebasse. Il obtiendra également entre 1934 et 1947, les prix de direction d’orchestre, d’harmonie, de fugue, de contrepoint, de composition musicale et d’histoire de la musique. Il joue soit comme remplaçant, soit comme titulaire dans différents théâtres et music-halls ainsi qu'avec différents orchestres. Il participe à l'orchestre de Jo Bouillon en tournée.

### Contrebassiste à l’Opéra de Paris
En 1937, un concours de contrebassiste est ouvert à l'Opéra de Paris. L’œuvre imposée : le concerto de Giovanni Bottesini. Ce morceau et son compositeur poursuivent André Amellér car il était entré grâce à elle au Conservatoire de Paris en octobre 1930 et avait eu son Premier Prix en la jouant en 1934. Il est reçu et entre à l’orchestre de l’Opéra. Il a l’occasion d’être dirigé par des chefs d’orchestre prestigieux : Bruno Walter, Arturo Toscanini, Wilhelm Furtwängler, Albert Wolff et Paul Paray.
Pendant la Seconde Guerre mondiale, il est mobilisé en 1939, puis fait prisonnier, il séjourne 3 ans à l’Oflag XIII A. Il est libéré en 1942 et peut reprendre son pupitre et ses études au Conservatoire de Paris.

### Directeur du Conservatoire de Dijon
Le 10 janvier 1953, André Amellér passe le concours de direction de l’École nationale de musique de Dijon. Il est reçu et débute le 1er avril de cette même année. Il s’agit alors d’une petite école avec 177 élèves inscrits, 10 professeurs titulaires et 3 professeurs auxiliaires. Dès le mois de mai 1953, des classes d’alto, de contrebasse et de saxophone sont créées. À la rentrée des classes de harpe, danse, histoire de la musique, percussion, opéra et mise en scène sont rapidement mises en place. À la rentrée 1956, les élèves inscrits seront 650. Ils seront 700 en 1960.
Des créations de classes et des recrutements de professeurs se succèdent au fil des années. En 1955, pour gérer un fonds documentaire et musical conséquent, un poste de bibliothécaire appariteur à temps complet est ouvert.
Le 1er janvier 1977, l’École nationale de musique de Dijon devient un conservatoire national de région pour la musique, l’art dramatique et la danse.
Au moment du départ à la retraite d’André Amellér en 1981, le conservatoire de Dijon accueille chaque année 1 500 élèves et l’enseignement est dispensé par 50 professeurs compétents.

### Compositeur
André Amellér a composé près de 400 œuvres. Le catalogue comporte des œuvres symphoniques, lyriques, des œuvres pour orchestre d'harmonie, pour orchestre et des pièces pour de très nombreux instruments.
Jacqueline Amellér, son épouse a écrit de lui : « Son plus grand bonheur était de composer : il écrivait avec facilité, à n'importe quel moment, dans n'importe quel endroit, aussi bien dans le train que dans l'avion, soumis à son impulsion, à son inspiration, ou à une obligation précise de création. L'étiquette de compositeur était celle qui lui donnait le plus de satisfaction, voire d'orgueil. Sa musique, fécondée et nourrie de classicisme, de géographies humaines, traversée d'exotisme, mais ne dédaignant pas la recherche sonore ou rythmique allant parfois jusqu'à l'agressivité, s'est forgée dans le creuset de sa sensibilité pour être à la dimension de ses impressions, de ses visions, de ses sentiments, de ses passions. Son inspiration a été motivée au gré de ses confrontations, de ses rencontres, de ses besoins professionnels (par exemple toutes ses musiques de scène écrites pour la Comédie de Bourgogne, ou les pièces composées pour la classe d'orchestre du Conservatoire). Musique de contrastes, elle porte le sceau profond de l'homme, de sa personnalité, de son caractère et de sa vie. »
Et l’un de ses élèves, Bernard Dupaquier, directeur du Conservatoire de Musique de Saint-Claude (Jura) affirme : « Il y a chez André Amellér, une ressemblance dans le tempérament avec Gustav Mahler. Tous deux furent habités d'une même intrépidité et d'une égale volonté d'omniprésence sur le terrain, pour servir toujours plus et mieux, cette merveilleuse maîtresse : la Musique. »

### Chef d'orchestre et autres activités musicales
La Société des Concerts du Conservatoire de Dijon renaît avec l'arrivée d'André Amellér en 1953. Les premiers concerts ont lieu les 14 et 15 décembre 1953 sous sa direction avec René Bianco de l'Opéra de Paris.
À la cadence de 6 à 8 concerts par saison, pendant 28 années, ce sont 275 concerts qui ont été donnés avec les plus grands solistes.
André Amellér a créé 135 œuvres symphoniques de compositeurs français contemporains et 65 de compositeurs contemporains étrangers. Le dernier concert a eu lieu le 1er avril 1981 avec le départ à la retraite d'André Amellér.
La Semaine d'Art Musical, poétique et dramatique de Dijon a été créée par André Amellér en 1959. Elle avait lieu chaque année en mai-juin ; ses manifestations faisaient jouer dans des sites de la Ville de Dijon (au début en plein air) les artistes locaux ou ayant fait leurs études au Conservatoire de Dijon. La dernière Semaine d'Art a eu lieu en 1974.
André Amellér a été vice-président de l’ISME (International Society for Music Education) de 1972 à 1976 et membre du conseil d’administration représentant la France à partir de 1968 et jusqu’en 1982. Il organise le congrès international de l’ISME en 1968 à Dijon.
André Amellér a été directeur des études de l'Académie Internationale d'Eté de Nice en 1959, 1967, 1968, et directeur adjoint en 1973.
André Amellér a présidé l’Ordre National de Musiciens, association créée par Claude Delvincourt et Robert Bréard. Il a également présidé la Confédération Musicale de France de 1977 à 1983.

## L'école française duXXesiècle
André Amellér fait partie de ce qu'il convient aujourd'hui de nommer l'école française du XXe siècle, école qui comprend de nombreux compositeurs :
- Tony Aubin
- Georges Auric
- Marcel Bitsch
- Emmanuel Bondeville
- Jacques Chailley
- Claude Delvincourt
- Yvonne Desportes
- Roger Ducasse
- Jean Françaix
- Raymond Gallois-Montbrun
- André Jolivet
- Marcel Landowski
- Paul Le Flem
- Daniel Lesur
- Olivier Messiaen
- Darius Milhaud
- Germaine Tailleferre

## Œuvres principales
Opéras
- La lance de Fingal (1957)
- Cyrnos (1951-1960)

Musique symphonique
- Annapurna (1952)
- Danse de Séléné (1955)
- À quoi rêvent les jeunes filles (ouverture, 1957)
- Hétérodoxes (1970)
- Dentelles et Broderies valencianes (1973)

Musique instrumentale
- Concert pour violoncelle et orchestre (1947)
- Jeux de table pour saxophone alto et piano (1954)
- Suite florentine pour violoncelle (1984)
- Fantaisie pour 2 guitares et orchestre à cordes (1986)

Orchestre d'harmonies
- Airs hétérogène (1966)
- Crescendo pour grande formation d'harmonie (1974)
- Les Camisards (poème symphonique, 1975)

## Décorations
- Officier de la Légion d'honneur (1978)
- Commandeur de l'ordre national du Mérite (1975)
- Commandeur de l'ordre des Palmes académiques (1981)
- Chevalier de l'ordre des Arts et des Lettres (1960)
- Médaille de Vermeil de la Ville de Paris (1987)